# Azúrkék
Az azúr egy élénk, ciánkék szín, amit gyakran a tiszta kék égbolt színével azonosítanak. Komplementer színe a narancssárga. Nevét a Lazurit nevű ásványról kapta.

## Azúrkék a természetben
Rovarok

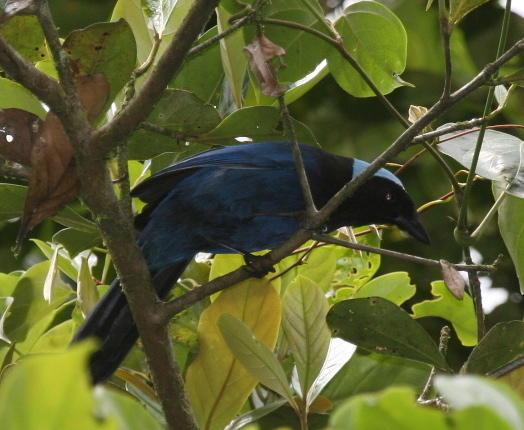
Kéksapkás szajkó

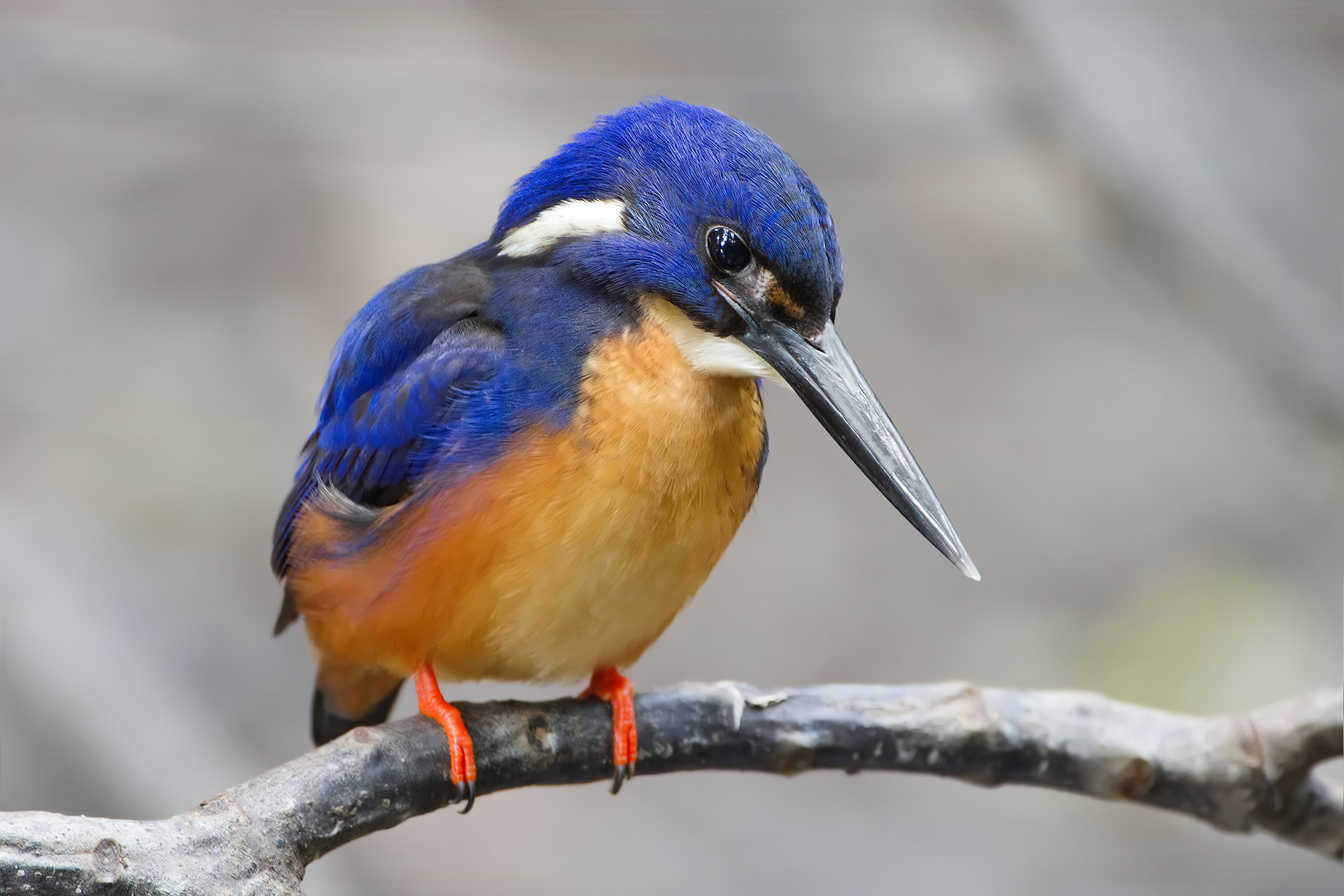
Azúr jégmadár

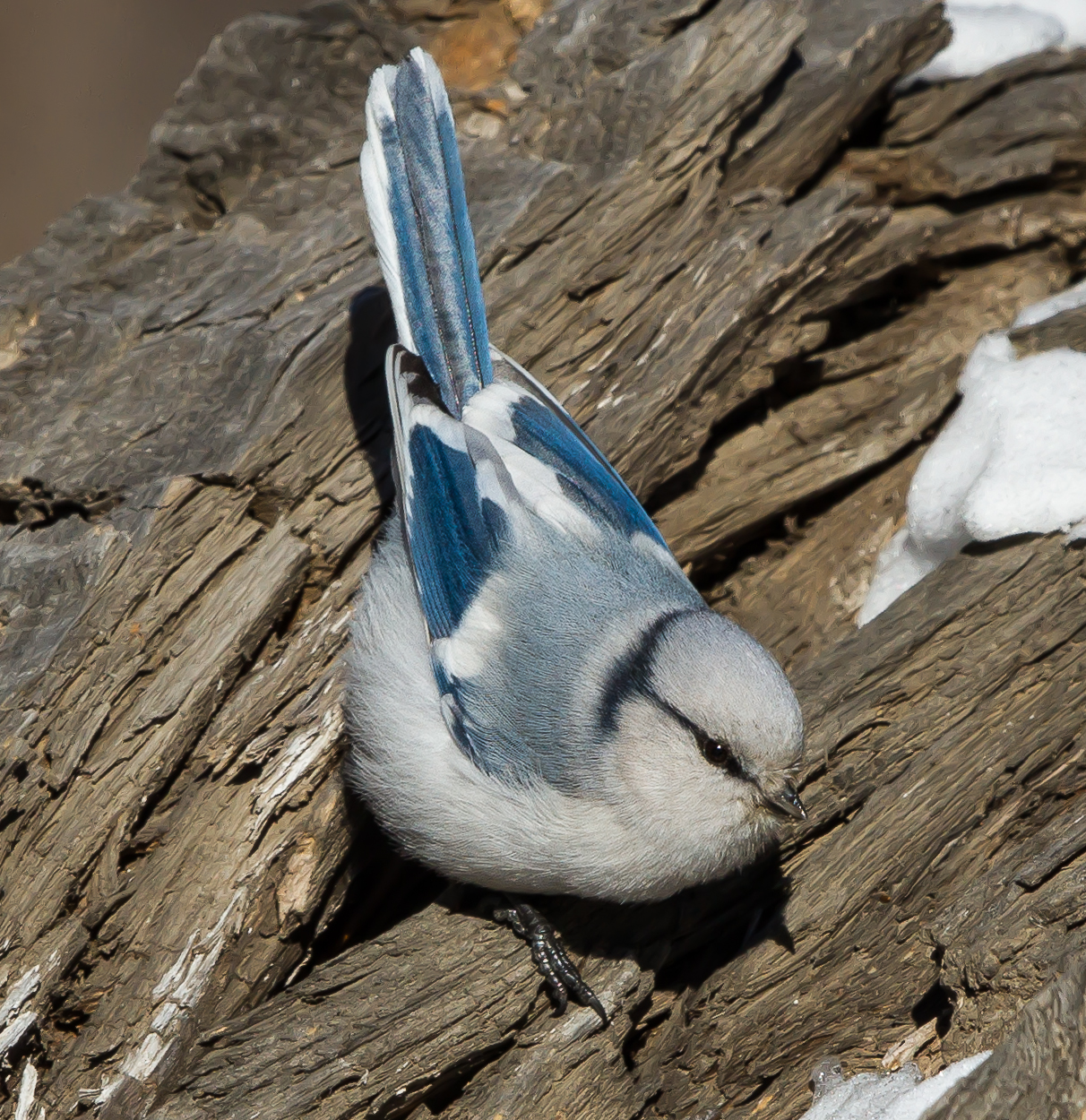
Lazúrcinege

- Szép légivadász ( Coenagrion Puella), egy Európában található szitakötő

Madarak
- Azúr szultántyúk (Porphyrio flavirostris)
- Borzas indigószajkó ( Cyanocorax caeruleus)
- Azúr jégmadár (Alcedo Azurea)
- Lazúrcinege (Cyanistes cyanus)
- Kékfejű amazília (Amazilia cyanocephala)
- Kéksapkás szajkó (Cyanolyca cucullata)
- Helprin-indigószajkó (Cyanocorax heilprini)
- Azúrhasú tangara (Tangara cabanisi)
- Kék szarka (Cyanopica cyana)

## Azúrkék a csillagászatban
HD 189733b nevű exobolygónak a színét a csillagászok azúrkéknek határozták meg. 